# Pyjama Sam
 (juin 2018).
Si vous disposez d'ouvrages ou d'articles de référence ou si vous connaissez des sites web de qualité traitant du thème abordé ici, merci de compléter l'article en donnant les références utiles à sa vérifiabilité et en les liant à la section « Notes et références ».
Pyjama Sam (Sam Pyjam dans les deux premiers opus, Pajama Sam en anglais) est une série de jeux vidéo développée par Humongous et édités par Atari (ou Infogrames avant son rachat).

## Synopsis
Sam est un petit garçon qui, craintif de dormir dans l'obscurité de sa chambre, a l'idée de s'inspirer de son héros préféré, Pyja Man, pour vaincre le vilain Obscur, maître de la noirceur et ennemi juré de Pyja Man. C'est en entrant dans son garde-robe que Sam se retrouve dans le monde onirique d'Obscur, où il prévoit de le capturer pour mettre fin à la tyrannie de l'obscurité de ce dernier.

## Voix
Dans la version française, Sam est doublé par Jackie Berger.

## Jeux

### Pointer-et-cliquer (série principale)

#### Pyjama Sam: Héros de la nuit
Pyjama Sam : Héros de la nuit en anglais : Pajama Sam: No Need To Hide When It's Dark Outside est le premier titre de la série principale, sorti en 1996.
Sam lit une bande dessinée mettant en scène son héros préféré, où il combat le méchant Obscur, qui veut plonger le monde dans l'obscurité. À l'heure de dormir, Sam n'y arrive pas à cause de sa peur du noir. Il décide alors d'aller neutraliser Obscur, qui habiterait dans son placard. Une fois arrivé dans le monde où habite Obscur, Sam se fait voler son matériel de super-héros Pyjama Sam par des arbres douaniers. Il va donc essayer de les récupérer, puis aller neutraliser Obscur...

#### Sam Pyjam 2: Héros Météo
Sam Pyjam 2 : Héros Météo en anglais : Pajama Sam 2: Thunder and Lightning Aren't so Frightening est le second titre de la série principale, sorti en 1998.
Sam va dans le ciel afin d'essayer d'arrêter les orages. Après être entré dans les locaux de Météo Monde, il rencontre Tonnerre et Éclair, qui gèrent la météo. Alors que Sam allait réagir à Tonnerre qui venait de commencer de parler des bienfaits des orages, il trébuche sur sa cape et percuter un gros bouton rouge au milieu du panneau de contrôle de Tonnerre et Éclair. C'est la panique : plusieurs pièces manquent aux machines qui fabriquent le temps, et le temps est déréglé partout sur la planète... Sam va essayer de réparer son erreur en retrouvant les pièces manquantes.

#### Pyjama Sam: Héros du Goûter
Pyjama Sam : Héros du goûter en anglais : Pajama Sam 3: You Are What You Eat From Your Head To Your Feet est le troisième titre de la série principale, sorti en 2000.
Alors que Sam s'apprête à entamer et grignoter une vingtième boîte de cookies afin de pourvoir gagner une figurine de son héros préféré, les cookies s'échappent de la boîte dans le garde-manger. Sam les poursuit, mais elles le font tomber dans un trou. Il se retrouve alors à une réception organisée en son honneur par des aliments gras et sucrés. Après avoir voulu quitter la réception pour aller dîner, les aliments malsains décident de le jeter en prison pour trahison. Il y rencontre Florette, un brocoli, qui devrait aller à une conférence de paix avec les autres groupes aliments de l'île de la Crinière — une île peuplée entièrement d'aliment où ils se trouvent, qui risque la guerre, à cause des aliments gras et sucrés qui sont trop nombreux et qui veulent prendre le pouvoir — mais les soldats bonbons l'ont amenées en prison. Après qu'ils se sont évadés, Sam va avec Florette à la conférence de paix, où il remarque qu'il manque les représentants de 4 groupes d'aliments. Sam décide de partir à leur recherche...

#### Pajama Sam 4: Life is Rough When You Lose Your Stuff
Pajama Sam 4 : Life is Rough When You Lose Your Stuff est le quatrième titre de la série principale, sorti en 2003. Ce jeu, contrairement à tous les autres de la série, est basée sur le moteur de jeu Yaga, ce qui fait qu'il n'est compatible nativement qu'avec Microsoft Windows.

### Jeux de puzzle

#### Lost and found
Pajama Sam's Lost & Found est le premier jeu de puzzle de la série, sorti en 1998. Sam découvre qu'il lui manque des jouets. Il part enquêter sur leur sort. Le jeu présente cent niveaux.

#### Pajama Sam's Sock Works
Pajama Sam's Sock Works est le deuxième jeu de puzzle de la série, sorti en 1999.

### Compilations de mini-jeux

#### Pajama Sam: Games to Play On Any Day
Pajama Sam: Games to Play On Any Day est la première compilation de mini-jeux de la série, sortie en 2001.